# Kaituozhe-2
Kaituozhe-2 (KT-2), (Explorador-2), é um projeto de um foguete comercial chinês de combustível sólido de três estágios, projetado para ser capaz de lançar até 800 kg de carga útil em sua versão básica, e de até 2.000 kg em sua versão pesada (KT-2A).
O KT-2 consiste basicamente de dois primeiros estágios de um KT-1 montado sobre um novo primeiro estágio, o veículo será mais grande e com um diâmetro maior do que o KT-1.
O KT-2A utilizará o mesmo primeiro estágio que o KT-2 e um novo segundo estágio, coberto por uma grande coifa. Além de usar um par de foguetes aceleradores desenvolvidos a partir do primeiro estágio do KT-1, acoplado a ambos os lados do primeiro estágio.

## Especificações

### KT-2
- Carga útil: 800 kg a LEO (500 km y 98º de inclinação)
- Masa total: 40.000 kg
- Diâmetro principal: 2,7 m
- Altura total: 35 m

### KT-2A
- Carga útil: 2000 kg a LEO (500 km y 98º de inclinação)
- Masa total: 80.000 kg
- Diâmetro principal: 2,7 m
- Altura total: 30 m
- Envergadura: 6,7 m